# Čakaviana
Čakaviana, emisija na Hrvatskom radiju - Radio Puli. Traje oko pola sata. Bavi se temama u svezi s čakavskim narječjem, različite čakavske govore, čakavsku poeziju, pjesnike, čakavske autore, odnos čakavskih govora i hrvatskog jezičnog standarda. U emisiji gostuju književnici koji pišu na čakavici ili znanstvenici koji se bave čakavskom i istarskom jezičnom zbiljom.